# PRP
PRP (Platelet-rich plasma) är en koncentration av patientens egna trombocytrika blodplättar. Genom att centrifugera patientens blod (vanligen 1–4 rör beroende på behandling) så utvinns den trombocytrika plasman. Denna plasma kan sedan injiceras i en skadad eller sjuk kroppsvävnad för att påskynda läkning av skadade senor, ligament, muskler och leder.  Det är även vanligt att injicera PRP i hårbotten för att få igång hårtillväxten och bromsa håravfall. 

## Ortopedisk PRP

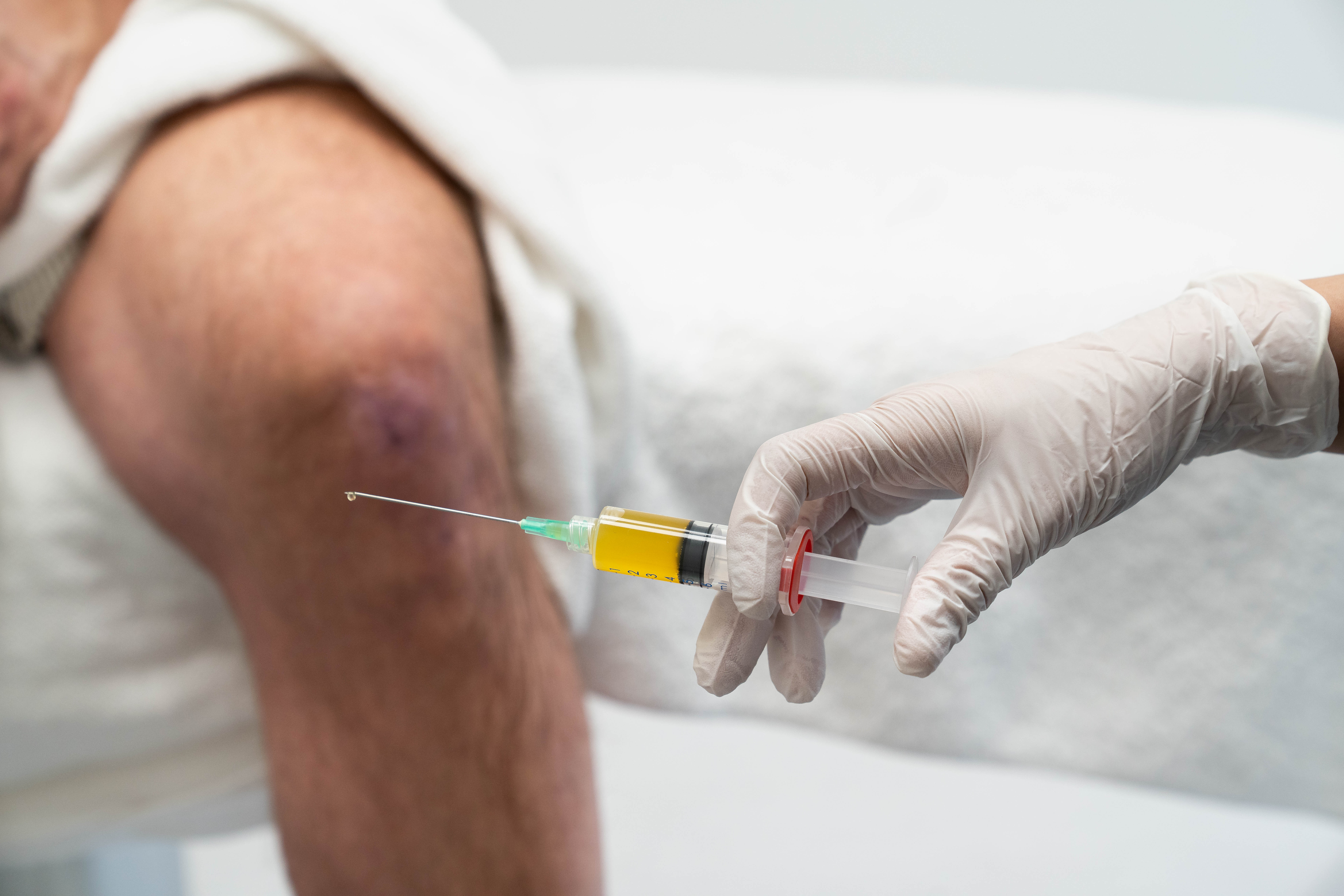
PRP-injektion för att behandla knäartros.

PRP har provats som behandling vid artros. Det finns i dagsläget inga vetenskapliga bevis för att denna behandling skulle minska artrossymtom mer än placebo. Den anses kontroversiell och används inte i den allmänna sjukvården i Sverige
PRP används också för att behandla tendinopatier. När det gäller tennisarmbåge har inte bättre effekt visats jämfört med placebo.Cochrane ansåg 2015 att det inte fanns evidens för behandling av hälsenestendinopati.
Här uttalar sig SBU 2015 om behandling av tendinopatier i allmänhet, det vetenskapliga underlaget anses bristfälligt men PRP används även som sårläkning (kan injiceras på svårläkta sår eller förbättra hudens kvalitéer) och idrottsmedicin (behandla ihållande smärtsamma seninflammationer).